# Barner Hyldegaard Andersen
Barner Hyldegaard Andersen (10. oktober 1922 – 10. oktober 1985) var medlem af Hvidstengruppen. Han var bror til Henning Andersen, som sammen med syv andre medlemmer af Hvidstengruppen blev henrettet 29. juni 1944. 
Barner Hyldegaard Andersen blev fanget af Gestapo den 17. marts 1944 og idømt 4 års tugthus, som skulle afsones i Tyskland. Han kom tilbage til Danmark via Sverige med de hvide busser.
Forfatteren Peter Laursen har skrevet bogen Hvidsten-gruppen som Barner Andersen oplevede den, som blev udgivet i 2002 om Barner Andersens oplevelser. 